# 斯捷波韋 (波洛希區)
47°42′39″N 36°35′38″E / 47.71083°N 36.59389°E
斯泰波韋（烏克蘭語：Степове）是位於烏克蘭東南部的村莊，由扎波羅熱州波洛希區的馬利尼夫卡市鎮負責管轄。該村面積0.2平方公里，海拔高度116米，2001年人口40，人口密度每平方公里200人。